# Camp d'Uzamnica
Le camp d'Uzamnica était un camp d’internement établi en 1992 par les forces de l’Armée populaire yougoslave (JNA), destiné à détenir des civils bosniaques pendant la guerre de Bosnie.
De nombreux Bosniaques qui n’avaient pas été tués lors des massacres de Višegrad furent emprisonnés à divers endroits de la ville, notamment dans les anciennes casernes militaires et entrepôts de la JNA à Uzamnica, à cinq kilomètres de Višegrad. Certains de ces détenus y furent retenus pendant plus de deux ans. Des soldats serbes violèrent de nombreuses femmes, battirent et terrorisèrent les civils non serbes. Des pillages à grande échelle ainsi que la destruction des habitations et biens non serbes eurent lieu quotidiennement. Les deux mosquées de la ville furent également détruites.

## Le camp
Les prisonniers détenus à Uzamnica étaient soumis à des conditions inhumaines. Beaucoup furent régulièrement battus. Des membres de l’Armée de la Republika Srpska étaient autorisés à entrer dans le camp pour frapper et torturer les détenus à leur guise,. À la suite de ces violences, de nombreuses victimes subirent des blessures graves et permanentes. De nombreux prisonniers furent également contraints à des travaux forcés épuisants.
Selon des survivants interrogés par Ed Vulliamy, la seule nourriture fournie aux prisonniers était du porc, un aliment interdit dans l’islam. Chaque semaine, des convois de prisonniers masculins quittaient le camp en direction de la Serbie, sans jamais réapparaître.

## Jugements du Tribunal pénal international pour l’ex-Yougoslavie (TPIY)
Milan Lukić a été reconnu coupable de dix chefs de crimes contre l’humanité et de neuf chefs de violations des lois de la guerre, pour son implication présumée dans des atrocités incluant le meurtre, la torture, la persécution, les pillages et la destruction de biens,. Il a été condamné à la prison à perpétuité le 20 juillet 2009,.
La chambre de jugement a également reconnu Sredoje Lukić coupable de crimes de guerre et de crimes contre l’humanité, et l’a condamné à 30 ans d’emprisonnement.
Concernant le camp d’Uzamnica, les preuves ont montré que Milan Lukić et Sredoje Lukić y étaient des visiteurs opportunistes, bien que Sredoje Lukić y soit venu moins fréquemment. Lors de leurs visites, tous deux ont violemment et à plusieurs reprises frappé les détenus à l’aide de leurs poings, de matraques, de bâtons et de crosses de fusil. Plusieurs victimes ont témoigné devant la chambre de jugement de ces passages à tabac brutaux, des graves blessures permanentes qu’elles ont subies et de la souffrance endurée.